# Північний схід

Північний схід (NE)

Північний схід (Пн-Сх, NE від англ. Northeast) — проміжний напрямок між сторонами світу Північ і Схід. Окремий напрям на компасі, азимутальний кут 45°.
Найближчі напрямки, що відхиляються від напрямку NE на 22,5°: північ-північний схід (NNE), схід-північний схід (ENE).

## Сприйняття в різних мовах
В українській мові як і в багатьох інших мовах відсутнє окреме слово для поняття північний схід. Проте в низці мов є слова для восьми базових напрямків. Зокрема в кельтських та угро-фінських є окреме слово для позначення північного сходу.
| Мова       | Пн-Сх     | Пн        | Сх    |
| ---------- | --------- | --------- | ----- |
| бретонська | Biz       | Norzh     | Reter |
| естонська  | Kirre     | Põhi      | Ida   |
| фінська    | Koillinen | Pohjoinen | Itä   |